# Huevo del gallo
El Huevo del gallo o Huevo reloj con gallo (durante mucho tiempo llamado Huevo reloj de cuco) es uno de los huevos imperiales de Fabergé, un huevo de Pascua joya que el último Zar de Rusia, Nicolás II regaló a su madre, la emperatriz viuda María.
Fue fabricado en San Petersburgo en 1900 bajo la supervisión de Michael Perkhin, por cuenta del joyero ruso Peter Carl Fabergé, de Fabergé. En una carta del 5 de abril de 1900 enviada por Nicolás II a su madre, que había pasado la Pascua en Moscú ese año, se menciona por primera vez el huevo:
"Perdóname, querida madre, por no haberte enviado nada por Pascua, pero Fabergé no envió el regalo aquí, porque pensó que ibas a volver a Gatčina. De todo corazón: ¡Cristo ha resucitado! Te doy un caluroso abrazo a ti y a toda la familia. Tu hijo, que te quiere de todo corazón, Nicky."
El huevo con el gallo (erróneamente llamado a veces cuco) es la interpretación de Fabergé de los relojes con carillón de pájaros de los siglos XVIII y XIX, técnicamente vinculados a las jaulas de oro esmaltado con carillones similares por los que Ginebra se hizo famosa alrededor de 1800. 
Este es el primero de los cuatro huevos con pájaros carillón de Fabergè, los otros son el Huevo de laurel de 1911, el Huevo con Gallo realizado en 1904 para Barbara Kelch y el Huevo para Rothschild de 1902.

## Propietarios
El huevo se mantuvo en el Palacio Aničkov hasta la revolución de 1917 cuando, tras la caída de la dinastía Romanov, fue confiscado por el Gobierno Provisional Ruso y llevado al Palacio de la Armería; en 1922 fue transferido, junto con otros objetos de valor, al Sovnarkom; alrededor de 1927 fue uno de los nueve huevos vendidos por Antikvariat a Emanuel Snowman de la joyería Wartski.
En 1949, Wartski se lo vendió a la Sra. Isabella S. Lowe, a quien se lo volvió a comprar cuatro años después para revenderlo en 1970 a Robert H. Smith de Washington D. C. En nombre de este último, el huevo fue subastado en Christie's de Ginebra a Bernhard C. Solomon de Los Ángeles por 227.700 dólares el 20 de noviembre de 1973. Tras el divorcio de Solomon, el huevo fue subastado en Sotheby's en Nueva York en junio de 1985 y vendido por 1.760.000 dólares a Malcolm Forbes.
El 4 de febrero de 2004, la casa de subastas Sotheby's anunció que, sin pasar por una subasta pública, la colección de la revista Forbes había sido comprada por Víktor Vekselberg por casi 100 millones de dólares, es decir, más de 180 obras de arte de Fabergé, incluido el huevo con gallo y otros ocho de los raros huevos imperiales, después de unos ochenta años regresaron a su país de origen donde desde noviembre de 2013 se exhiben en el Museo Fabergé de San Petersburgo.

## Descripción
Presenta una interesante combinación de estilos, es de oro opaco amarillo, verde y rojo, esmaltado en violeta, lila y verde transparente, blanco opaco y blanco perla opalescente, con diamantes talla rosetón, rubíes y perlas.
La parte de la concha que no ocupa la esfera está esmaltada en blanco opaco y violeta translúcido sobre un fondo guilloché, y está dividida horizontalmente por un marco que se ensancha en tres estantes con hojas de acanto en la parte superior.
Bajo los estantes, tres esbeltos puntales inclinados, esmaltados en blanco perla translúcido con aplicaciones estilo Regencia, y un soporte cónico central sostienen el huevo, con la punta hacia abajo, sobre una base circular que tiene los lados convexos esmaltados en lila translúcido y el parte superior esmaltada en blanco opaco. En la base hay tres grandes diamantes. cada uno en el centro de un elaborado rollo de oro, perforado y decorado con rollos de follaje y festones de frutas.
La esfera del reloj, enmarcada por una hilera de perlas engastadas entre aristas de oro rojo brillante, se sitúa en una zona ovalada de la concha, vidriada en blanco opaco y rodeada en la parte superior por un arco de ramas de laurel bacchaca en rejilla decorada con diamantes y perlas y en la parte inferior por una orla perforada decorada con diamantes, de la que cuelgan borlas y festones de frutas.
Los números arábigos decorados con diamantes están colocados en el centro de áreas circulares esmaltadas en blanco perla translúcido sobre un fondo radial, dentro de círculos de esmalte blanco opaco, entre pequeños tréboles en esmalte verde esmeralda translúcido. El pivote central sobre el que giran las agujas de oro rojo se encuentra en una zona circular similar, de mayor tamaño y decorado con un motivo de oro amarillo.
Los elaborados arabescos de la reja calada de la tapa y del reverso de la concha son similares a los frecuentes en los grabados de principios del siglo XVII y en las platerías de Augsburgo de este período. 
Una fotografía de archivo muestra una perla en forma de lágrima que originalmente colgaba de un anillo debajo de la esfera.

### Sorpresa
En la parte posterior de la cáscara hay un botón que, al presionarlo, abre una rejilla circular perforada de oro sobre el huevo, de la que emerge una plataforma dorada con un gallo encima con plumas reales, patas doradas y ojos elaborados con rubíes cabujón, que canta moviendo las alas y el pico; al final de la canción vuelve a bajar al huevo y la rejilla se cierra.
El sencillo mecanismo es independiente del movimiento del reloj, el canto lo produce un pequeño fuelle.
La fecha 1900 está inscrita en la parte superior de la cuadrícula, debajo de un diamante.